# Comédon
 (novembre 2018).
Si vous disposez d'ouvrages ou d'articles de référence ou si vous connaissez des sites web de qualité traitant du thème abordé ici, merci de compléter l'article en donnant les références utiles à sa vérifiabilité et en les liant à la section « Notes et références ».
« Point noir » redirige ici. Pour les autres significations, voir Point noir (homonymie).
 Mise en garde médicale

Illustration en coupe d'un pore.

Le comédon (du latin comedo, « mangeur », la matière sébacée qui le constitue étant à l'époque réputée manger la peau) est une accumulation excessive de sébum, sécrété par la glande sébacée, de kératinocytes et de mélanine et remplissant le pore de la peau. Il se trouve surtout sur le visage et plus particulièrement sur le nez et le front.
Le comédon peut être envahi de bactéries responsables de l'acné ou servir d'habitat à des acariens comme Demodex folliculorum.
Il peut être de trois types :
- micro-comédon ;
- comédon fermé ou point blanc ;
- comédon ouvert ou point noir[1] — la partie au contact de l'air, contenant de la mélanine  s'oxyde et devient noire. On l'appelle aussi ver de peau[2].

Attention à ne pas confondre les points noirs et les filaments sébacés souvent situés sur le nez. Les filaments sébacés, ou glande sébacée sont naturellement présents dans tous les pores. Un filament sébacé aura une teinte claire jaunâtre, tandis qu’un point noir sera d’une couleur foncée.
L'excès de sébum et l'apparition de comédons peuvent être limités par le nettoyage de la peau avec des produits adaptés. Les comédons peuvent être extraits mécaniquement par pression, par exemple à l'aide d'un tire-comédons.